# Joseph Smith III
Joseph Smith III (1832 - 1914) var den første profetpræsident for Kristi Samfund, som efterfulgte sin far Joseph Smith efter dennes død. Joseph Smith III var den ældste overlevende søn af Joseph Smith. Joseph blev født 6. november 1832, i Kirtland, Ohio, som søn af Emma Hale Smith og Joseph Smith - som to år tidligere havde grundlagt Kristi Kirke. I 1838 flyttede familien Smith til Far West, Missouri hvor faderen arresteredes, delvist på grund af hændelser under mormonkrigen.
Da Joseph var 11 år i 1844 gammel, blev faderen dræbt af en gruppe vrede mennesker, som stormede fængslet, hvor faderen sad fængslet for bl.a. at være medskyldig i ødelæggelsen af en lokal avis, som havde forsøgt at gøre Joseph Smiths flerkoneri offentligt kendt.
Efter faderens død var der tvivl om, hvem der skulle lede den nye religion. Josephs familie mente, at Joseph Smith III var den rette efterfølger, der skulle dog gå 16 år før Joseph Smith III accepterede kaldet som profet, hvorefter Kristi Kirke blev reorganiseret under hans ledelse.
I 1856 giftede han sig med Emmeline Griswold, som han fik 5 børn med. Efter første hustrus død giftede Joseph Smith III sig i 1869 med sin anden hustru Bertha Madison og fik yderligere ni børn. Da denne hustru også døde, giftede han sig for sidste gang med Ada R. Clark, de fik 3 børn sammen.
Efter Joseph Smith III's død i 1914 afløstes han som profet efter hinanden af sine sønner Frederick M Smith, Israel A Smith og W Wallace Smith.